# 540 a.C.
Il 540 a.C. (DXL a.C. in numeri romani) è un anno  del VI secolo a.C.

## Eventi
Battaglia di Alalia: i Cartaginesi ed Etruschi scacciano i Greci dalla Corsica
- Milone di Crotone vince per prima volta le Olimpiadi (lotta)

## Nati
- Gelone, siceliota († 478 a.C.)